# Diagrama de Feynman
O diagrama de Feynman é uma representação gráfica usada para descrever todos os fenômenos eletromagnéticos. Foi criada pelo físico norte-americano Richard Feynman no final da década de 1940. O objetivo dos diagramas foi inicialmente simplificar cálculos na eletrodinâmica quântica (EDQ) ou QED (Quantum Electrodynamics) em inglês, em que a interação eletromagnética é descrita como a troca de fótons virtuais entre partículas carregadas. Entretanto, atualmente, os diagramas de Feynman não são usados apenas na QED, tendo sido adotados (e adaptados) por outras áreas da física, como na física do estado sólido para resolução de problemas de muitos corpos, em física  nuclear, mecânica estatística e especialmente na cromodinâmica quântica (QCD).
Com a ajuda dos diagramas, a física teve um grande avanço em cálculos que antes não eram possíveis. Os diagramas são uma ferramenta auxiliar para os cálculos matemáticos, mas também possibilitam uma melhor compreensão dos fenômenos ao fornecer uma representação gráfica dos mesmos, porém não devem ser interpretados como uma representação do processo físico em si.

Representação do espalhamento de dois elétrons em um diagrama de Feynman. O tempo transcorre de baixo para cima.

## História dos diagramas
Feynman apresentou seus diagramas pela primeira vez em um encontro exclusivo no Pocono Manor Inn, na Pensilvânia, em 1948. Nesse evento, 28 cientistas teóricos se reuniam por alguns dias para discussões acerca de suas áreas de pesquisa, a maioria preocupados com os problemas que a QED apresentava na época. Um dos principais problemas era o fato de que os cálculos da QED levavam a valores infinitos de grandezas que precisam ser finitas para ter significado físico. Em um de seus primeiros exemplos, Feynman considerou o problema do espalhamento elétron-elétron. Ele desenhou um diagrama simples no quadro, similar ao que ele reproduziu em seu primeiro artigo sobre as técnicas diagramáticas.
De modo simples, a interação entre dois elétrons ocorre quando um deles emite um fóton virtual (sofrendo um recuo) que é absorvido pelo outro elétron (que adquire momento no sentido oposto ao recuo do elétron emissor). No entanto, há diversas maneiras desta interação ocorrer, envolvendo diferentes números de fótons. E é daí que surge o problema. A diferença principal entre o caso com um fóton e o caso com dois fótons, por exemplo, seria que no segundo caso as integrais que descrevem a interação divergiriam para o infinito, ao invés de fornecer uma resposta finita. Porém, cada uma das possibilidades tem uma probabilidade diferente de ocorrer. Feynman usou seus diagramas para descrever as várias possibilidades, mostrando como alguns desses infinitos poderiam ser removidos das equações, começando com a ajuda dos diagramas para escrever as integrais relevantes e depois, alterando essas integrais uma a uma para remover os termos infinitos. Utilizando os diagramas para organizar os problemas com os cálculos, ele resolveu um dos problemas que intrigaram os físicos da área por anos.
Apesar disso, suas ideias não foram compreendidas ou aceitas facilmente. No mesmo dia, antes da apresentação de Feynman, o físico Julian Schwinger, prodígio de Harvard, havia apresentado um método próprio, que não usava diagramas, para remover os infinitos dos cálculos da QED, método que foi bem recebido pelos cientistas presentes na conferência. Feynman por outro lado, em sua apresentação, foi criticado pela complexidade de seus diagramas, e por não entender mecânica quântica.
Alguns anos mais tarde, Freeman Dyson, um jovem matemático britânico que se mudou para os Estados Unidos para estudar física teórica, manteve contato com Feynamn após 1948 e dedicou muito tempo em estudar seus diagramas, publicou um artigo comparando os métodos de Feynman e Schwinger, além de analisar também as contribuições de Sin-itiro Tomonaga que trabalhou no problema durante e após a Segunda Guerra Mundial. Dyson não apenas comparou mas levantou equivalências matemáticas nas três abordagens. Em artigos posteriores, Dyson explicou o uso dos diagramas de Feynman, incluindo instruções de como os diagramas deveriam ser desenhados.

## Interpretando os diagramas

Neste diagrama de Feynman, um elétron e um pósitron anulam-se produzindo um fóton virtual, que se transforma num par quark-antiquark. Depois, um deles emite um glúon. (O tempo decorre da esquerda para a direita.)

Os diagramas de Feynman são diagramas no espaço-tempo, isto é, gráficos ct em função de x. Na física de partículas, os diagramas de Feynman são usados para descrever interações em níveis de quarks, léptons, os mediadores de interações, e para computar tempos de vida e seções de choque de eventos. O tempo é representado na vertical, de baixo para cima, e o espaço (x) na horizontal, da esquerda para a direita, embora alguns físicos usam uma convenção diferente, na qual o tempo é representado na horizontal e o espaço na vertical. As partículas são representadas por linhas retas com uma seta na ponta. As partículas cuja seta aponta no sentido negativo do eixo temporal são interpretadas como antipartículas, se movendo no sentido normal do tempo. As setas permitem omitir as barras superiores ao representar as antipartículas. As linhas são simbólicas e não representam as trajetórias das partículas. Partículas que são suas próprias antipartículas, como o fóton, são representadas por linhas onduladas ou tracejadas. Um processo de espalhamento de partículas é composto por três etapas: partículas iniciais, interação e partículas finais. As interações ocorrem nos vértices e, geralmente, a ordem de um diagrama de Feynman é igual ao número de vértices nele (apesar de alguns autores usarem o termo “primeira ordem” para diagramas com dois vértices, por exemplo). Quanto maior a ordem, maior a complexidade matemática. Todos os fenômenos eletromagnéticos podem ser representados por combinações do processo chamado vértice primitivo.
Outra característica dos diagramas de Feynman é que linhas que começam e terminam no diagrama são partículas virtuais, que não são observadas em laboratório. As partículas virtuais não precisam ter a mesma massa que sua partícula real correspondente. Cada vértice deve conservar a carga, número bariônico, número leptônico, energia e momento, mas não a massa. A interação básica, portanto, aparece em um diagrama de Feynman como um "vértice", ou seja, uma junção de três linhas. Apenas as linhas que entram e saem do diagrama representam partículas observáveis, que tem massa própria.

## Exemplos

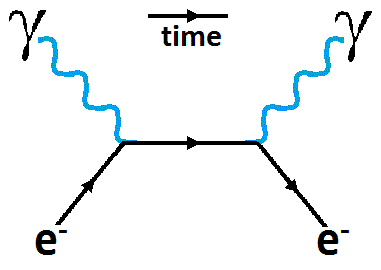
Diagrama de Feynman para o efeito Compton.

Um processo usualmente utilizado para ilustrar o funcionamento dos diagramas de Feynman é o efeito Compton, onde um elétron e um fóton sofrem um espalhamento elástico ({\displaystyle \gamma +e^{-}\rightarrow \gamma +e^{-}}). Neste diagrama, ambos os vértices tem como entrada um elétron real e um fóton real. O elétron absorve o fóton (à esquerda), emitindo um outro fóton (de frequência menor) posteriormente (à direita). Outra maneira de interpretar o processo é considerar que, à esquerda, um fóton e um elétron se aniquilam criando um elétron virtual com diferença na massa e na energia em relação ao elétron inicial. Este elétron tem um tempo de vida muito curto, não violando o princípio da incerteza relativo à energia e tempo. Em seguida, o elétron virtual é aniquilado, dando origem a um fóton e um elétron que caracterizam as partículas que compõem o estado final. 

Diagrama de Feynman para a aniquilação de um par elétron-pósitron. O tempo evolui da esquerda para direita.

Outro exemplo ilustrativo é o processo de aniquilação elétron-pósitron. Um par elétron-pósitron pode se aniquilar formando um fóton virtual que decai formando um novo par elétron-pósitron. Este processo está diretamente relacionado às flutuações quânticas do vácuo.

Aniquilação de um par elétron-pósitron produzindo dois fótons reais. O tempo evolui de baixo para cima.

A aniquilação deste par também pode resultar na produção de fótons reais. Para conservar energia e momento, dois fótons são produzidos, embora seja possível gerar três fótons também. Neste caso, o diagrama de Feynman mostra dois fótons saindo do diagrama.